# Dicht havikskruid
Dicht havikskruid, ook wel gewoon havikskruid, (Hieracium vulgatum, synoniem: Hieracium lachenalii) is een vaste plant, die behoort tot de composietenfamilie. Dicht havikskruid staat op de Nederlandse Rode lijst van planten als algemeen voorkomend en matig afgenomen.  Het aantal chromosomen is 2n = 27 of 36.
De plant wordt 30-60 cm hoog. De bovenste helft van de rechtopgaande stengels is bezet met grijze sterharen en zwarte klierharen. Van de grijsgroene tot lichtgroene, 1-15 cm lange en 1-4 cm brede, smal-eironde tot lancetvormige, in de steel versmalde rozetbladeren zijn de meeste, twee tot vijf, tijdens de bloei nog aanwezig. De bladeren zijn ongevlekt of hebben alleen aan de bovenkant donkere vlekken. De achterkant van het blad is vaak wijnrood en de bladrand grof getand.  De plant bevat melksap.
De meestal drie tot vijf (soms tot twaalf) stengelbladeren hebben aan de achterkant haren. De onderste, nog gesteelde stengelbladeren lijken sterk op de rozetbladeren. De bovenste, zittende stengelbladeren zijn lancetvormig. De middelste stengelbladeren hebben een korte bladsteel.
Dicht havikskruid bloeit in juni en juli met gele, 13-18 mm lange lintbloemen in 2-2,5 cm brede bloemhoofdjes, die in een schermvormige pluim staan gerangschikt. De 8-11 mm lange omwindselblaadjes zijn niet dakpansgewijs gerangschikt.
De vrucht is een zwart, 2,5-3,5 mm lang en 0,7 mm dik, geribd nootje met 4-5 mm lang vruchtpluis.
Dicht havikskruid is een drachtplant

## Plantengemeenschap
Dicht havikskruid is een indicatorsoort voor struisgrasvegetaties (ha) subtype Struisgraslanden, een karteringseenheid in de Biologische Waarderingskaart (BWK) van Vlaanderen en het Brussels Hoofdstedelijk Gewest.

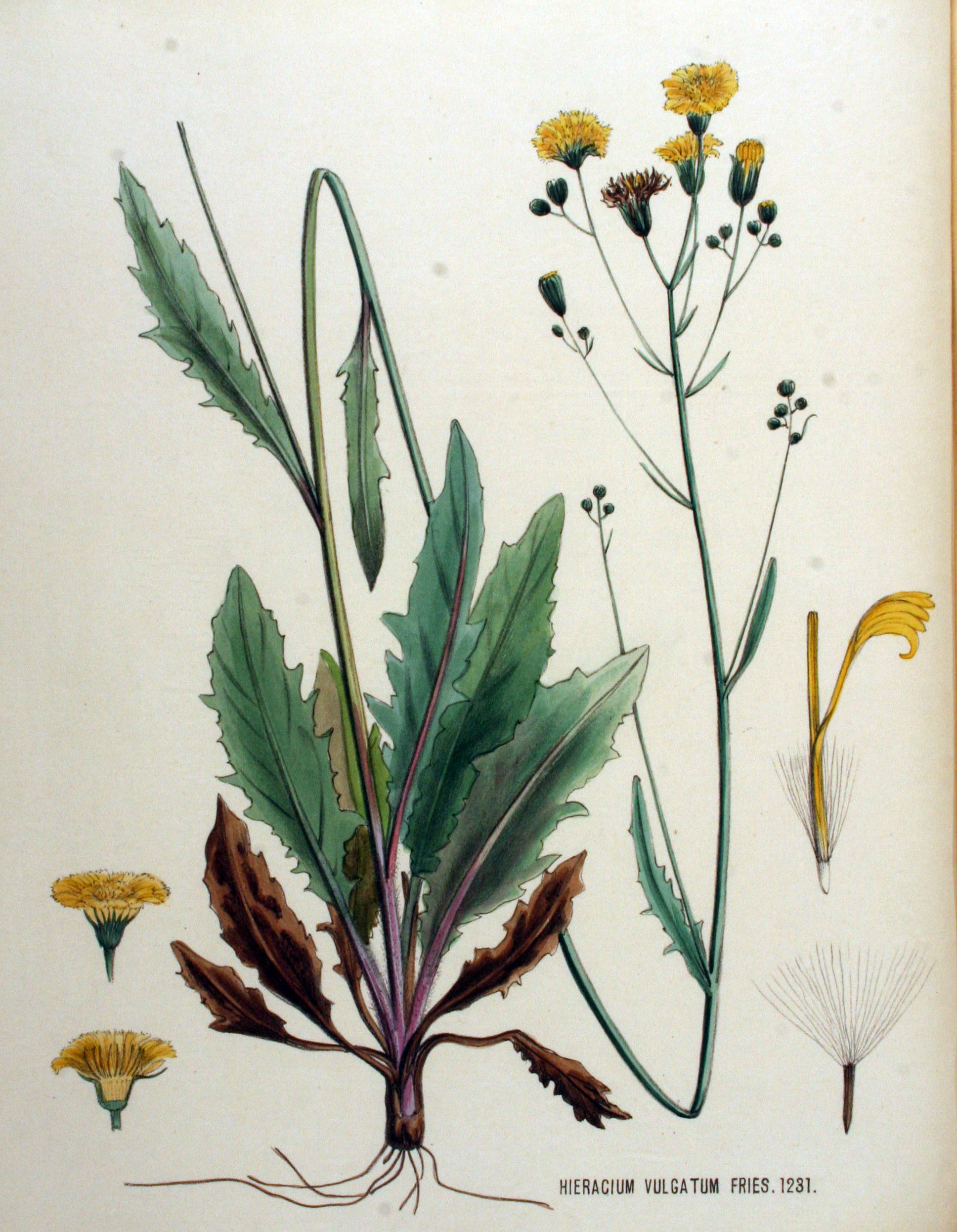
Flora Batava
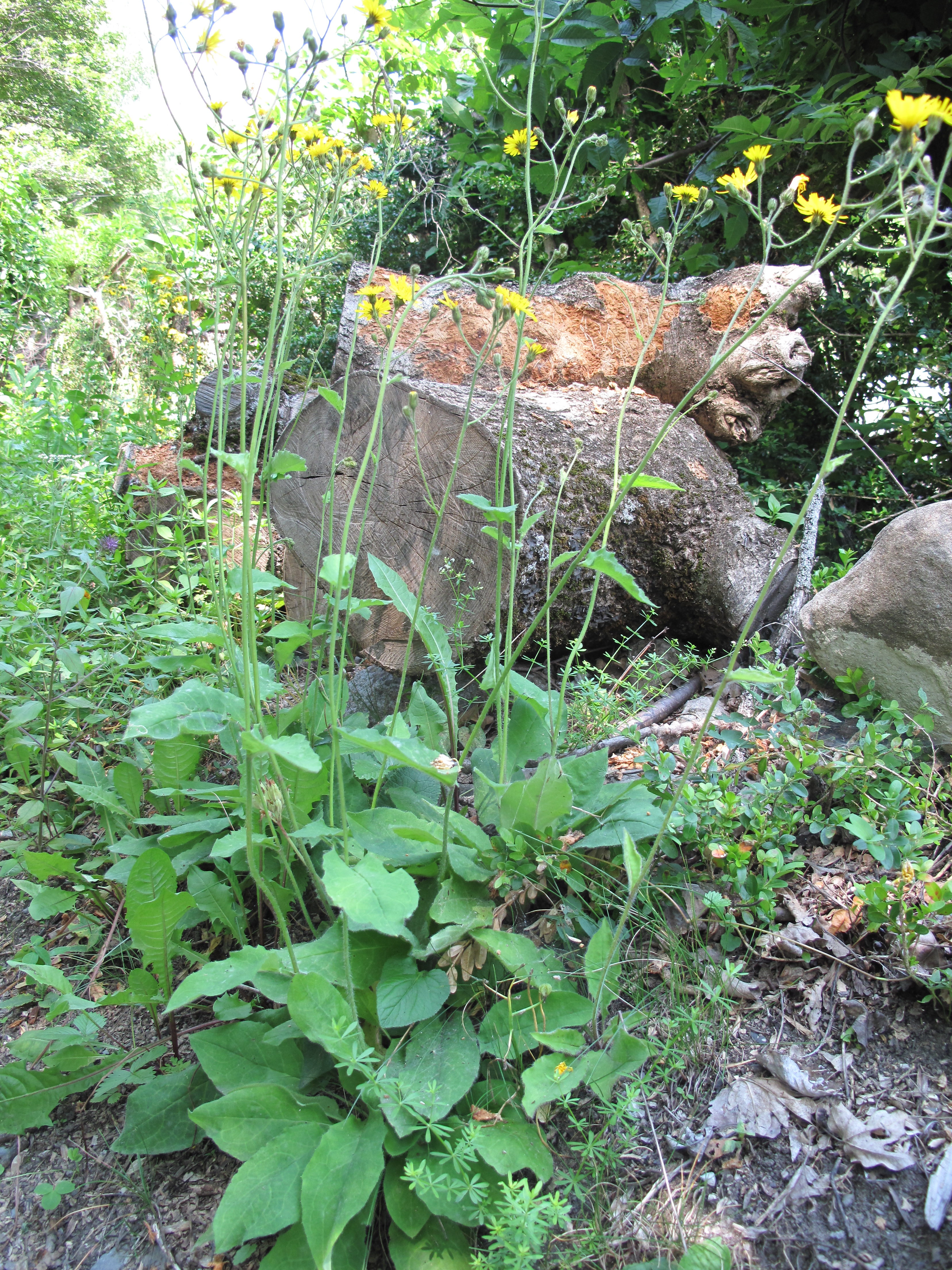
Plant
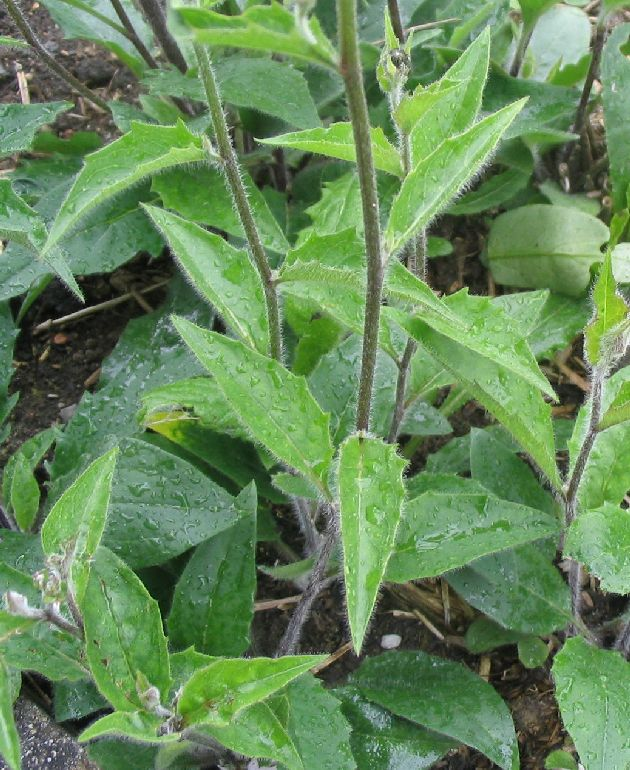
Stengel
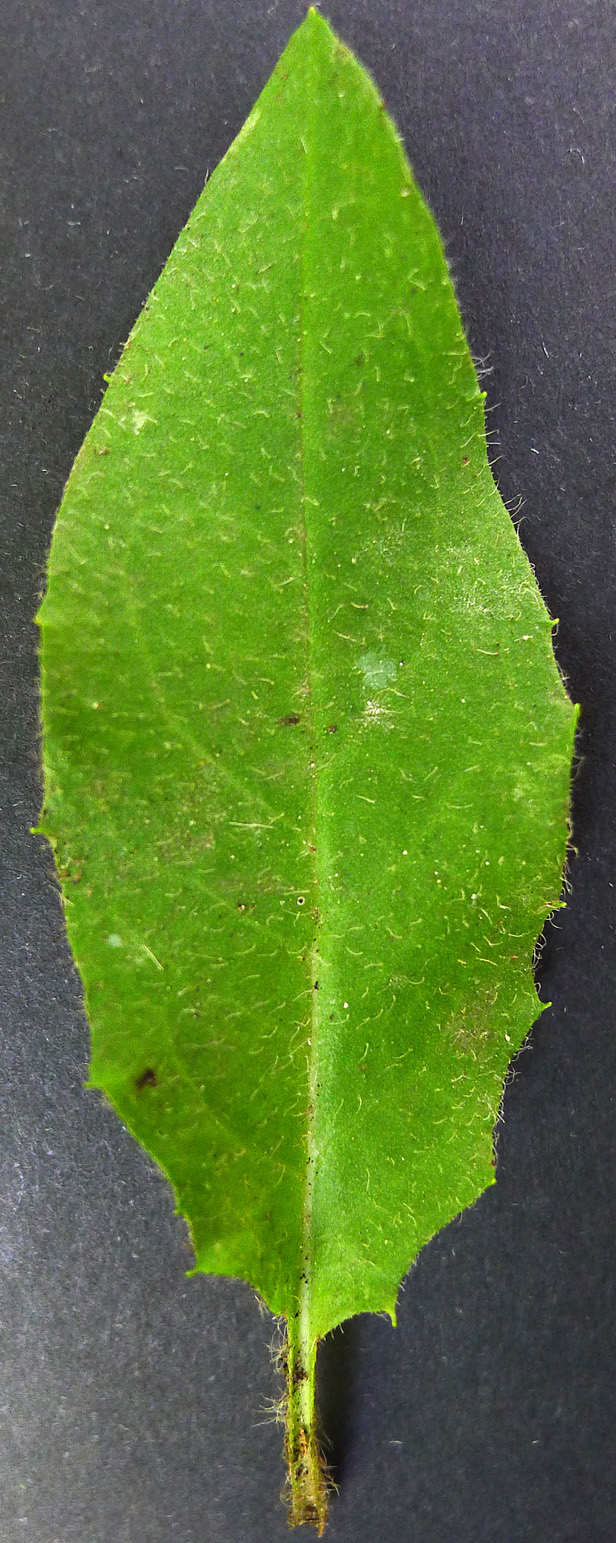
Blad
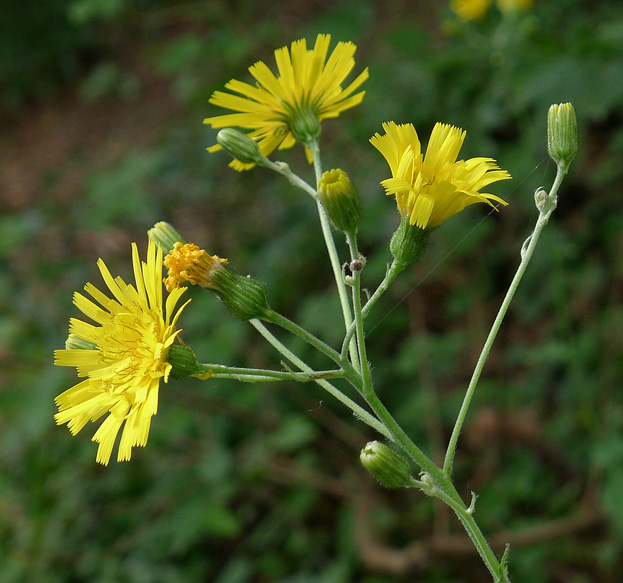
Bloeiwijze
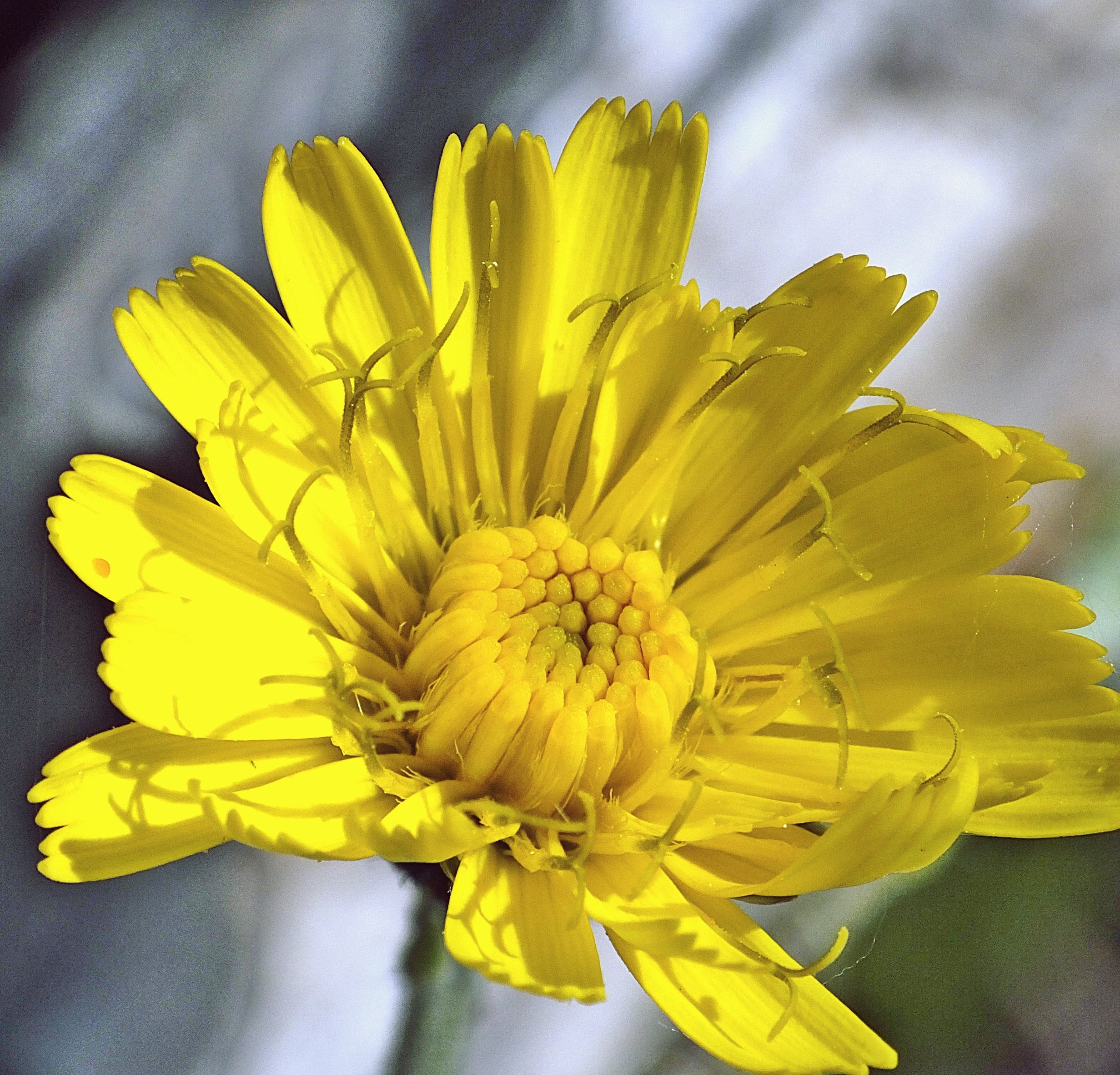
Bloemhoofdje
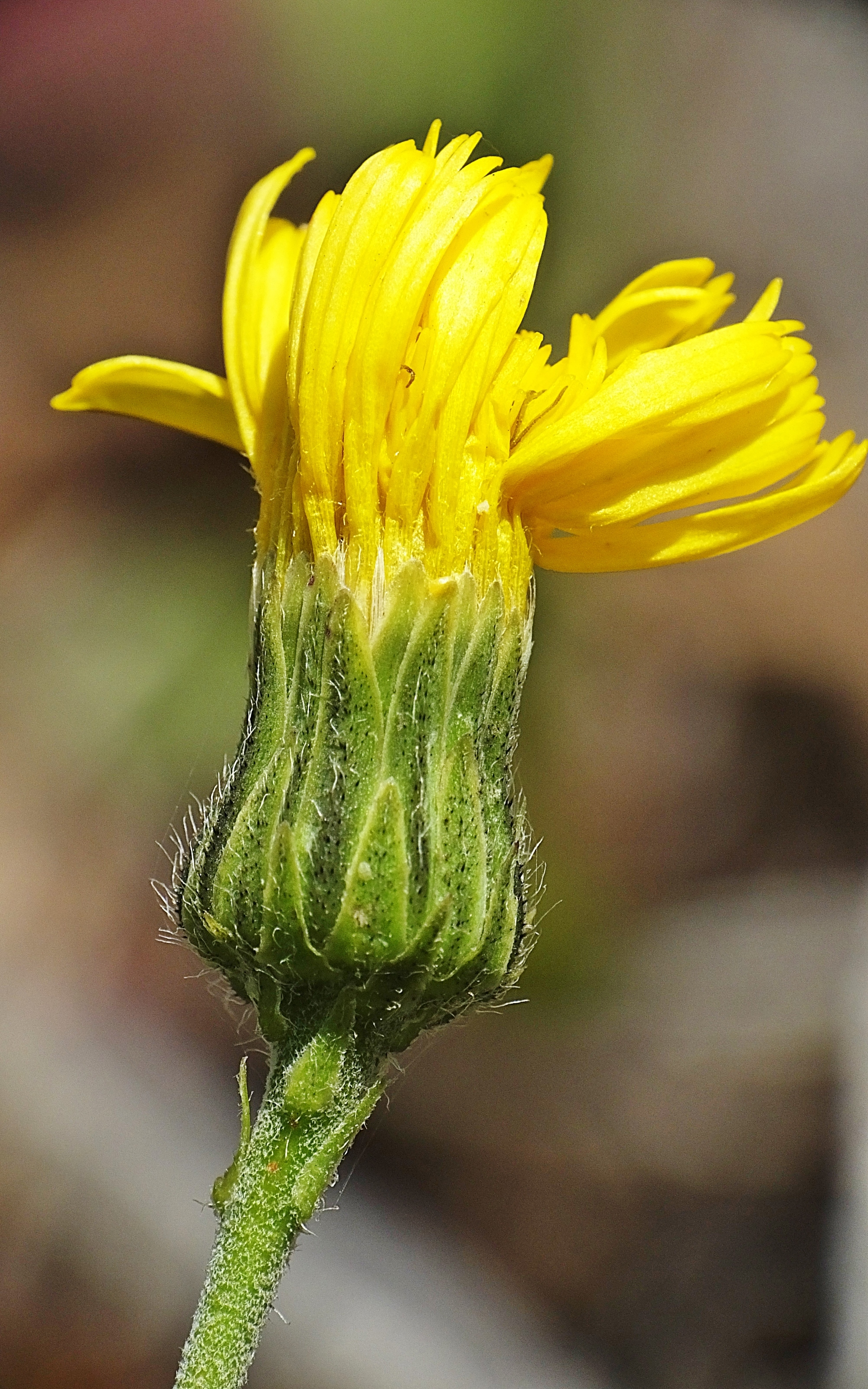
Omwindsel
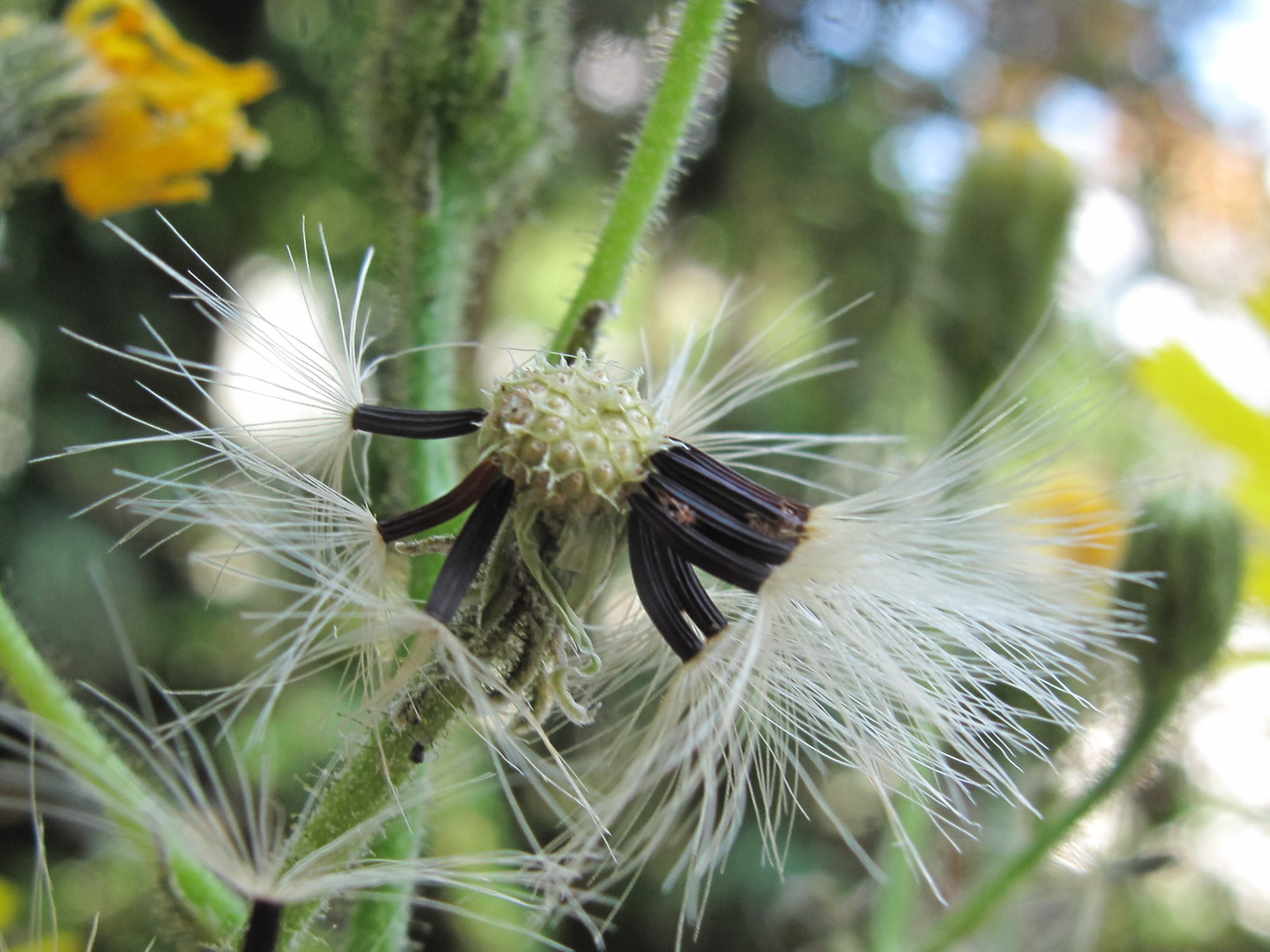
Vruchten